# Karl Echte
Karl Echte (* 14. September 1885 in Leipzig; † 16. November 1960 ebenda) war ein deutscher Jurist, Finanzbeamter und Politiker (CSVD).

## Leben und Wirken

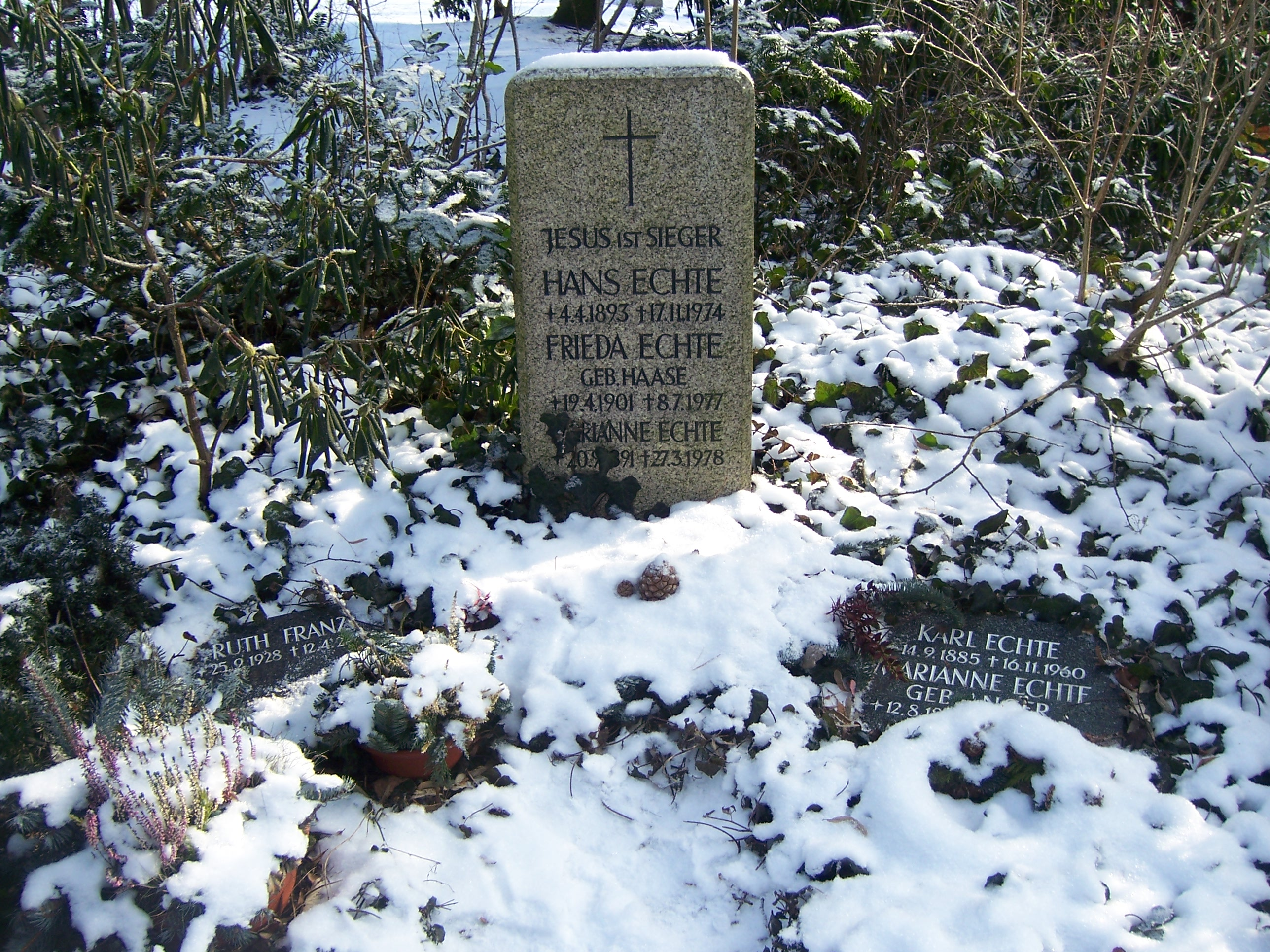
Grabstätte Karl Echte und Angehörige auf dem Südfriedhof in Leipzig

Nach dem Besuch der Thomasschule zu Leipzig studierte Echte von 1905 bis 1909 Rechtswissenschaften an den Universitäten Leipzig (1905–1906 und 1907–1909) und München (1906–1907). Die erste juristische Staatsprüfung legte er 1909 ab. Es folgten die Promotion zum Dr. jur. 1911 und die zweite juristische Staatsprüfung 1913. Anschließend wurde er Ratassessor in Dresden.
Von 1914 bis 1918 nahm Echte am Ersten Weltkrieg teil. 1915 wurde er zum Finanzassessor befördert und 1918 kam er zum Finanzamt Leipzig. Nach dem Krieg wurde er 1919 Finanzrat in Leipzig. 1920 wurde er Regierungsrat, bevor er schließlich 1923 Vorsteher des Finanzamtes Glauchau wurde. 1924 wurde er dort zum Oberregierungsrat befördert. 1930 kehrte er als Oberregierungsrat nach Leipzig zurück.
Politisch engagierte Echte sich in der Weimarer Zeit im Christlich-Sozialen Volksdienst, für den er von Mai 1928 bis Juli 1932 dem Reichstag als Abgeordneter angehörte. Im Parlament vertrat Echte den Wahlkreis 30 (Chemnitz-Zwickau).

## Schriften
- Die Fürsorgeerziehung nach sächsischem Rechte und ihre Einwirkung auf die elterliche Gewalt, Leipzig 1911. (Dissertation)